# 1900 a vasúti közlekedésben
Ez a szócikk a 1900-ban történt vasúti eseményeket mutatja be.

## Események a világban
- Április 20. – Elhunyt Andrew Barclay, skót gőzmozdonyépítő. (Született: 1814)

## Események Magyarországon
- június 24. – A budapesti villamosok alkalmazottai munkakörülményeik javításáért sztrájkba kezdenek.
- október 20. – Megkezdődik a villamosközlekedés Budapesten a pesti Duna-parton, az Eskü tér és az Akadémia közötti szakaszon.[1]
- november 9. – Átadják a Szigetvárt és Kaposvárt összekötő vasutat.
- november 16. – Megindul a forgalom a Kaposvár–Barcs-vasútvonalon.